# Чаны (станция)
Чаны — железнодорожная станция Новосибирского региона Западно-Сибирской железной дороги, расположенная на 2931 км на главном ходу Транссиба, в рабочем посёлке Чаны Новосибирской области.

## Общие сведения
Станция относится к грузовым, предоставляет услуги по выдаче грузов в универсальных контейнерах транспорта массой брутто от 3 до 5 тонн, а также некоторые коммерческие операции: выдачу повагонных отправок с подъездных путей; продажу пассажирских билетов; выдачу и прием багажа и другие. Вокзал был построен в 1971 году.

## Дальнее следование по станции
По графику 2021 года через станцию курсируют следующие поезда дальнего следования:
| № поезда | Маршрут движения            | № поезда | Маршрут движения            |
| -------- | --------------------------- | -------- | --------------------------- |
| 1 Россия | Владивосток — Москва        | 2 Россия | Москва — Владивосток        |
| 7        | Владивосток — Омск          | 8        | Омск — Владивосток          |
| 11       | Владивосток — Самара        | 12       | Самара — Владивосток        |
| 37 Томич | Томск — Москва              | 38 Томич | Москва — Томск              |
| 59       | Новокузнецк — Кисловодск    | 60       | Кисловодск — Новокузнецк    |
| 67       | Абакан — Москва             | 68       | Москва — Абакан             |
| 97       | Тында — Кисловодск          | 98       | Кисловодск — Тында          |
| 115      | Томск — Адлер               | 116      | Адлер — Томск               |
| 117      | Новокузнецк — Москва        | 118      | Москва — Новокузнецк        |
| 125 Обь  | Новосибирск — Новый Уренгой | 126 Обь  | Новый Уренгой — Новосибирск |
| 129      | Красноярск — Анапа          | 130      | Анапа — Красноярск          |
| 137      | Новокузнецк — Нижневартовск | 138      | Нижневартовск — Новокузнецк |
| 139      | Барнаул — Адлер             | 140      | Адлер — Барнаул             |
| 187      | Новосибирск — Омск          | 188      | Омск — Новосибирск          |
| 627      | Новосибирск — Кулунда       | 628      | Кулунда — Новосибирск       |